# Makoto Satō (acteur)
Pour les articles homonymes, voir Makoto Satō.
Makoto Satō (佐藤允, Satō Makoto), né le 18 mars 1934 et mort le 6 décembre 2012, est un acteur japonais.

## Biographie
Makoto Satō commence sa carrière d'acteur au théâtre au sein de la compagnie Haiyuza (劇団俳優座, Gekidan Haiyūza) de Tokyo puis intègre la Tōhō en 1956 où on lui confie des rôles de dur dans des films policiers et de guerre. Il se fait connaître en Occident pour son rôle du Pirate noir dans Samurai Pirate et pour celui d'un gangster dans L'Homme H.
Il meurt le 6 décembre 2012 des suites d'une pneumonie.
Makoto Satō a tourné dans près de 140 films entre 1957 et 2008.

## Filmographie partielle

### Acteur
- 1957 : Sanjūrokunin no jōkyaku (三十六人の乗客?) de Toshio Sugie : Kondō
- 1957 : Saigo no dassō (最後の脱走?) de Senkichi Taniguchi : le soldat qui attaque Tomiko
- 1957 : Les Hommes de Tohoku (東北の神武たち, Tōhoku no zunmu-tachi?) de Kon Ichikawa
- 1958 : Tout sur le mariage (結婚のすべて, Kekkon no subete?) de Kihachi Okamoto
- 1958 : L'Homme H (美女と液体人間, Bijo to ekitainingen?) d'Ishirō Honda
- 1958 : Jeune brute (若い獣, Wakai kedamono?) de Shintarō Ishihara
- 1958 : Otona niwa wakaranai: Seishun hakusho (青春白書 大人には分らない?) d'Eizō Sugawa
- 1958 : La Forteresse cachée (隠し砦の三悪人, Kakushi toride no san-akunin?) d'Akira Kurosawa : Yamada, un soldat
- 1959 : Ombres dans la nuit (暗黒街の顔役, Ankokugai no kaoyaku?) de Kihachi Okamoto
- 1959 : Yajū shisubeshi (野獣死すべし?) d'Eizō Sugawa
- 1959 : La Bande des têtes brûlées ou Les Sentinelles de l'enfer (独立愚連隊, Dokuritsu gurentai?) de Kihachi Okamoto : le sergent Okubo
- 1959 : Bakushō Mito Kōmon man'yūki (爆笑水戸黄門漫遊記?) de Torajirō Saitō
- 1960 : L'Inspecteur Fujioka (暗黒街の対決, Ankokugai no taiketsu?) de Kihachi Okamoto : Yata
- 1960 : Samurai to oneichan (侍とお姐ちゃん?) de Toshio Sugie : Kiyoshi Kaō
- 1960 : Tempête sur le Pacifique (ハワイ・ミッドウェイ大海空戦 太平洋の嵐, Hawai Middouei daikaikusen: Taiheiyo no arashi?) de Shūe Matsubayashi
- 1960 : Daigaku no sanzōkutachi (大学の山賊たち?) de Kihachi Okamoto : Ibukuro
- 1960 : La Bande des têtes brûlées fait route vers l'ouest (独立愚連隊西へ, Dokuritsu gurentai nishi-e?) de Kihachi Okamoto
- 1961 : Ankokugai no dankon (暗黒街の弾痕?) de Kihachi Okamoto
- 1961 : Nasake muyo no wana (情無用の罠?) de Jun Fukuda
- 1961 : Kurenai no umi (紅の海?) de Senkichi Taniguchi
- 1961 : Les bandits courent dans le vent (野盗風の中を走る, Yato kaze no naka o hashiru?) de Hiroshi Inagaki : Gale
- 1962 : Rats d'égout en uniforme (どぶ鼠作戦, Dobunezumi sakusen?) de Kihachi Okamoto
- 1962 : Yamaneko sakusen (やま猫作戦?) de Senkichi Taniguchi
- 1962 : Kurenai no sora (紅の空?) de Senkichi Taniguchi
- 1962 : Les 47 Rōnin (忠臣蔵 花の巻 雪の巻, Chūshingura: Hana no maki, yuki no maki?) de Hiroshi Inagaki : Kazuemon Fuwa
- 1963 : Du rififi chez les samouraïs (戦国野郎, Sengoku yarō?) de Kihachi Okamoto
- 1963 : Dokuritsu kikanjūtai imada shagekichū (独立機関銃隊未だ射撃中?) de Senkichi Taniguchi
- 1963 : Kokusai himitsu keisatsu: shirei dai hachigo (国際秘密警察 指令第８号?) de Toshio Sugie : Natsuo Ezaki
- 1963 : Le Défi des géants (大盗賊, Daitōzoku?) de Senkichi Taniguchi
- 1965 : Ankokugai gekitotsu sakusen (暗黒街全滅作戦?) de Jun Fukuda
- 1965 : Sang et Sable (血と砂, Chi to suna?) de Kihachi Okamoto : Inuyama
- 1966 : Goemon se déchaîne (暴れ豪右衛門, Abare Gōemon?) de Hiroshi Inagaki : Yatouta Goemon
- 1966 : Les Aventures de Takla Makan (奇巌城の冒険, Kigan-jō no bōken?) de Senkichi Taniguchi : Gorjaka
- 1966 : Zero faita dai kūsen (ゼロ・ファイター 大空戦?) de Shirō Moritani
- 1967 : Kokusai himitsu keisatsu: Zettai zetsumei (国際秘密警察 絶体絶命?) de Senkichi Taniguchi : Kan Hayata
- 1967 : Zoku izoku e (続・何処へ?) de Shirō Moritani
- 1967 : L'Empereur et le Général ou Le Jour le plus long du Japon (日本のいちばん長い日, Nihon no ichiban nagai hi?) de Kihachi Okamoto : Cdt Hidemasa Koga
- 1968 : Requiem pour un massacre (みな殺しの霊歌, Minagoroshi no reika?) de Tai Katō
- 1968 : La Légende de Zatoïchi : Les Tambours de la colère (座頭市喧嘩太鼓, Zatōichi kenka-daiko?) de Kenji Misumi
- 1969 : Onna tobakushi chōhan tabi (女賭博師丁半旅?) de Yoshio Inoue
- 1970 : Fuji sanchō (富士山頂?) de Tetsutarō Murano
- 1970 : The Blind Woman's Curse (怪談昇り竜, Kaidan nobori ryu?) de Teruo Ishii : Tani
- 1970 : Femme yakuza (女組長, Onna kumichō?) de Masahiro Makino
- 1970 : Ninkyō kōbō shi: Kūmichō to daigashi (任侠興亡史 組長と代貸?) de Yasuo Furuhata
- 1973 : Ningen kakumei (人間革命?) de Toshio Masuda
- 1975 : Shaolin Karaté (少林寺拳法, Shōrinji kenpō?) de Norifumi Suzuki
- 1978 : Les Évadés de l'espace (宇宙からのメッセージ, Uchu kara no messeji?) de Kinji Fukasaku : Urocco
- 1981 : Honō no gotoku (炎のごとく?) de Tai Katō
- 1981 : Sailor Suit and Machine Gun (セーラー服と機関銃, Sērā-fuku to kikanjū?) de Shinji Sōmai
- 1982 : La Nouvelle de la classe (転校生, Tenkōsei?) de Nobuhiko Ōbayashi : Akio Saitō
- 1985 : Sabishinbō (さびしんぼう?) de Nobuhiko Ōbayashi : le principal Okamoto
- 1985 : Typhoon Club (台風クラブ, Taifū kurabu?) de Shinji Sōmai
- 1985 : Shimaizaka (姉妹坂?) de Nobuhiko Ōbayashi : Morio Kitazawa
- 1997 : L'Anguille (うなぎ, Unagi?) de Shōhei Imamura : Jukichi Takada, le charpentier
- 1999 : Shikoku (死国?) de Shun'ichi Nagasaki : Sendo
- 2000 : Hatsukoi (はつ恋?) de Tetsuo Shinohara
- 2004 : Nonki na neesan (のんきな姉さん?) de Kei Shichiri
- 2004 : Hotaru no hoshi (ほたるの星?) de Hiroshi Sugawara

## Récompenses et distinction
- 1969 : Prix Kinokuniya